# Squanema articulatum
Squanema articulatum är en rundmaskart som beskrevs av Gerlach 1961. Squanema articulatum ingår i släktet Squanema och familjen Desmodoridae. Inga underarter finns listade i Catalogue of Life.